# Lew Iossifowitsch Weinberg
Lew Iossifowitsch Weinberg (russisch Лев Иосифович Вайнберг, auch gelistet als Lev Weinberg; * 6. Mai 1944 in Kuibyschew, UdSSR; † 22. Februar 2010 in Moskau) war ein russischer Wissenschaftler und Funktionär mehrerer Organisationen.

## Überblick
Er war Vizepräsident des Russischen Verbandes der Industriellen und Unternehmer; Wissenschaftler und Dozent am Moskauer Staatlichen Luftfahrtinstitut; russischer Geschäftsführer des ersten Joint Ventures mit dem ausländischen Kapital in der Sowjetunion; Vorstandsvorsitzender der Assoziation der Gemeinschaftsunternehmen der Russischen Föderation und verschiedener weiterer internationaler Verbände und Organisationen; Gründer und Präsident des Internationalen Consortiums „Solev“.

## Biografie
Sein Vater Iossif war Cheftechnologe in einem Rüstungsbetrieb, die Mutter Ewgenia war Geschichtslehrerin. Erst 1947 kam die Familie Weinbergs aus der Evakuierung nach Moskau zurück. Lew begann sein Berufsleben als Matrose auf einem Dampfer, er arbeitete als Schlosser und Klempner und übte weitere Tätigkeiten in einer Rüstungsfabrik aus. 1963 begann er sein Studium an der Fakultät für Flugtriebwerke des Staatlichen Luftfahrtinstituts in Moskau (MAI). Um Geld zu verdienen, unterrichtete er nebenbei Mathematik in der 10. Klasse einer Schule und arbeitete auch am Lehrstuhl für Mathematik des MAI. Nach dem Hochschulabschluss 1967 blieb Lew Weinberg im selben Institut und war als Maschineningenieur tätig. Er beschäftigte sich damals mit der Plasmadiagnostik und später mit Computermethoden zur Automatisierung von Experimenten. Für diese Entwicklungsarbeiten wurde Weinberg 1988 mit dem staatlichen Preis des Ministerrats der UdSSR ausgezeichnet.
In der Zeit seiner wissenschaftlichen Beschäftigung im MAI, studierte Lew parallel an der mechanisch-mathematischen Fakultät der Moskauer Lomonossow-Universität (MGU), die er 1977 als Mathematiker verließ. An der MGU studierte Weinberg Entscheidungstheorie, Modellierungstheorie und Psychologie des wissenschaftlichen Schaffens. Diese Fachbereiche waren Grundlage seiner theoretischen Dissertation und prägten seine zukünftige praktische Tätigkeit. Nach der Promotion arbeitete Weinberg bis 1987 im Computerzentrum des MAI. 1987 beauftragte das Ministerium für Außenwirtschaftsbeziehungen Weinberg mit der Gründung eines Gemeinschaftsunternehmens. Er schuf das sowjetisch-französisch-italienische Unternehmen Interquadro (1987–1990 – Geschäftsführer), das erste Gemeinschaftscomputerunternehmen in der UdSSR, das sich mit der Entwicklung, Auswertung und dem Vertrieb der Hard- und Software, sowie der Realisierung großer IT-Projekte beschäftigte. Zu diesen Zwecken gelang es dem JV Interquadro, über hundert führende Mathematiker des Landes zu vereinigen.
Gleichzeitig wurde bei Interquadro ein Schulungszentrum für Kinder und Erwachsene gegründet um Bürgern der Sowjetunion erste Computerkenntnisse zu vermitteln. Die Mitarbeiter von Interquadro haben als erste in der UdSSR heimische Lehrbücher für die Ausbildung in Informatik verfasst. Insgesamt existierten damals in verschiedenen Regionen der UdSSR 21 Niederlassungen von Interquadro, die die regionale Arbeit gestalteten. Gemeinsam mit Michail Komissar gründete Lew Weinberg bei Interquadro die Firma Interfax, die z. Zt. (2012) zu den größten Informations-Agenturen des heutigen Russland gehört. Allein in den ersten zwei Jahren entwickelte sich der Umsatz der Firma Interquadro bis auf 60 Millionen Dollar.
JV Interquadro war ein Gemeinschaftsunternehmen der Regierungsinstitutionen der UdSSR (Ministerium für Hochschul- und Mittelschulausbildung und MAI) sowie ausländischer Partnerfirmen. Nachdem 1990 in der damaligen UdSSR eine gesetzliche Grundlage für Privatunternehmen entstand, setzte Weinberg seine erfolgreiche Karriere als privater Geschäftsmann fort. Seit 1990 gründete er als Alleingesellschafter und Mitbesitzer bzw. Geschäftsführer etwa 20 Privatunternehmen, die sich später in der Internationalen Gruppe Solev vereinigten.

## Funktionen
- 1968–1987 – Wissenschafts- und Lektorenarbeit am MAI (Plasmadiagnostik, Computerexperimentierung)
- 1987–1990 – Generaldirektor des in der UdSSR ersten (sowjetisch-französisch-italienischen) Joint Ventures Interquadro
- 1990–1994 – Berater der Firma IBM (USA) in Russland
- Seit 1990 Inhaber und Präsident des IC Solev
- 1992–1999 Mitglied und Vorstandsvorsitzender der Russischen Bank für Wiederaufbau und Entwicklung (damals Agent der Weltbank), einer der Gründer und dann fast sechs Jahre Mitglied des Vorstandes der Inkombank sowie Präsident des Vorstandes der Technobank und zweier anderer russischer Banken.
- 1991–1993 – Vizepräsident des Internationalen Förderungsfonds für Privatisierung und Fremdinvestitionen
- Seit 1992 – Vorstandsvorsitzender der Aktiengesellschaft Zentrinvest (Rekonstruktion des Zentrums von Moskau)
- Seit 1993 – Vorstandsvorsitzender der Aktiengesellschaft Rosvtordragmet (Verarbeitung von Edelmetall-Schrott)
- Seit 1996 – Präsident der Gold- und Edelmetallabteilung der Moskauer Börse
- Vorstandsmitglied der Internationalen technologischen Körperschaft Sirena-3
- Vizepräsident der Aktiengesellschaft Kosmoflot

## Öffentliche Tätigkeit
- 1998 organisierte Lew Weinberg die erste russische Unternehmerstruktur – die Assoziation von Gemeinschaftsunternehmen, internationalen Vereinigungen und Organisationen und wurde ihr Präsident; seit 1998 – Präsident des Aufsichtsrates dieser Assoziation
- 1990–1991 – Vizepräsident des Wissenschaftlich-technischen Vereins der UdSSR, der 1992 in die Russische Union der Industriellen und Unternehmen umgewandelt wurde
- 1991 – Mitglied des Staatsrates der UdSSR für Wirtschaftsreform
- 1991 – Stellvertretender Präsident des Unternehmerrates beim Präsidenten der UdSSR
- 1991 hat Lew Weinberg am Kampf gegen das Staatliche Komitee für den Notstand während des versuchten Augustputsches in Moskau aktiv teilgenommen
- Seit 1991 – Vizepräsident des Russischen Vereins der Industriellen und Unternehmen
- 1992 – Mitglied des Unternehmensrates beim Präsidenten der Russischen Föderation
- Seit 1992 – Präsidialmitglied des Rates für Außen- und Verteidigungspolitik, Mitglied des Rates für Außenwirtschaftspolitik beim Ministerium für außenwirtschaftliche Beziehungen Russlands, Mitglied des Unternehmerrates bei der Stadtverwaltung Moskaus, Stellvertreter des Präsidenten des Verstandes Ökofonds beim Ministerium für Ökologie und Teilnehmer vieler anderer öffentlicher Vereinigungen und Klubs (VIP Club, Wiener Rat usw.)
- Seit 1993 – Mitglied des Koordinationsrates Runder Tisch der unternehmen Russlands
- Seit 1993 - 2003 – aktives Mitglied der dreiseitigen Kommission für soziale Partnerschaft (Regierung – Gewerkschaften – Unternehmer)
- Seit 1993 – Mitglied von Redaktionsräten vieler Zeitungen und Zeitschriften
- Seit 2005 – Mitglied des Kuratoriums des Moskauer Zentralen Geschäftsclubs Sobranie (MZGC Sobranie)

## Auszeichnungen
- 1988 – Preis des Ministerrates der UdSSR
- 1997 – Medaille zum 850. Jubiläum Moskaus
- 1998 – Orden der Freundschaft